# Daphnella capensis
Daphnella capensis é uma espécie de gastrópode do gênero Daphnella, pertencente à família Raphitomidae.